# Déjà Vu (Gabry Ponte)
Déjà Vu è un singolo del disc jockey e produttore discografico italiano Gabry Ponte, pubblicato il 31 luglio 2020.
Il brano vede la collaborazione dei dj Proyecto Fenomeno e del cantante Deivys.

## Tracce
1. Déjà Vu – 3:14

.